# Galeria Zamkowa Muzeum w Bielsku-Białej

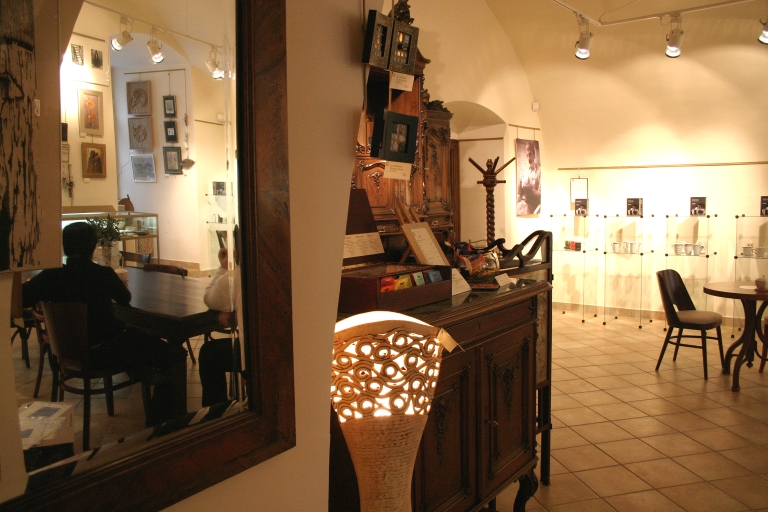
Galeria Zamkowa

Galeria Zamkowa Muzeum w Bielsku-Białej – placówka kulturalna, która funkcjonowała od marca 2005 do 2016 na parterze południowo-wschodniego narożnika Zamku książąt Sułkowskich, który jest główną siedzibą Muzeum Historycznego w Bielsku-Białej.
Zabytkowe wnętrze Galerii spełniało jednocześnie trzy funkcje: galerii komercyjnej, kawiarni muzealnej oraz dodatkowej przestrzeni ekspozycyjnej Muzeum, w ramach której realizowany był program promocji młodych artystów regionu śląskiego. Kierownikiem Galerii Zamkowej była Iwona Koźbiał-Grzegorzek. Wystawy, odbywające się we wnętrzu Galerii, miały charakter comiesięcznych prezentacji twórczości młodych, najczęściej nieznanych artystów. Dzięki temu mogli oni zaistnieć w bielskim środowisku kulturalnym poprzez wystawę w tak prestiżowym miejscu, jakim jest Muzeum. 
Obecnie częściowo funkcję Galerii przejął sklep muzealny, który oferuje sprzedaż dzieł z dziedziny malarstwa, rzeźby, grafiki, rysunku, fotografii, biżuterii artystycznej, ceramiki, szkła unikatowego i tkactwa artystycznego. Współpracuje z wybitnymi artystami polskimi i zagranicznymi, którzy dostarczają liczne dzieła sztuki.